# Bombningen av San Marino
Bombningen av San Marino leddes av Royal Air Force den 26 juni 1944 under andra världskriget.
263 bomber släpptes över den viktigaste järnvägslinjen och 63 dog.

Den 7 juli 1961 i underhuset talades lovord för de stränga åtgärder som vidtagits av San Marino i andra världskriget för att upprätthålla och försvara den traditionella neutralitetspolitiken.